# IC 4735
IC 4735 — галактика типу Sa (спіральна галактика) у сузір'ї Павич.
Цей об'єкт міститься в оригінальній редакції індексного каталогу.